# Аставін Сергій Тимофійович
Сергій Тимофійович Аставін (нар. 22 жовтня 1918, Чорне — пом. 1996) — радянський комсомольський і партійний діяч, дипломат; надзвичайний і повноважний посол.

## Біографія
Народився 22 жовтня 1918 року в селі Чорному (нині Знаменський район Орловської області, Росія). Член ВКП(б).
З лютого 1943 року до серпня 1944 року обіймав посаду першого секретаря Іванівського обласного комітету ВЛКСМ; з вересня 1944 року до травня 1946 року — першого секретаря Владимирського обласного комітету ВЛКСМ. Нагороджений медалями «За оборону Москви», «За трудову доблесть» (22 січня 1944).
З 1951 року до березня 1953 року працював секретарем комітету ВКП(б)/КПРС № 1 МДБ СРСР. З 1954 року працівник Міністерства закордонних справ СРСР:
- у 1954—1955 роках — начальник політичного відділу Посольства СРСР у Німецькій Демократичній Республіці і Верховного комісаріату СРСР у Німеччині;
- у 1955—1956 роках — радник Посольства СРСР у Німецькій Демократичній Республіці;
- у 1956—1958 роках — радник-посланник Посольства СРСР у Німецькій Демократичній Республіці;
- у 1958 році — повірений у справах СРСР у Німецькій Демократичній Республіці;
- у 1960—1970 роках — завідувач V Європейського відділу МЗС СРСР;
- з 4 липня 1970 року по 21 червня 1973 року — надзвичайний та повноважний посол СРСР в Ісландії[2].
- з 7 липня 1973 року по 31 липня 1986 року — надзвичайний та повноважний посол СРСР на Кіпрі[2].
- з 1986 року — на пенсії[2].

Помер у 1996 році. Похований у Москві на Троєкуровському кладовищі (ділянка № 3, ряд № 19).